# 熊本県立盲学校
熊本県立盲学校（くまもとけんりつ もうがっこう）は、熊本県熊本市東区東町にある視覚障害者を対象とする特別支援学校。
視覚障害者の特別支援学校は熊本県下では本校が唯一であり、熊本県における視覚障害教育のセンター的役割も担う。

## 概要
歴史
1911年（明治44年）に設立された「私立熊本盲唖技芸学校」を前身とする。1947年（昭和22年）に聾学校と分離し、盲学校として独立。2011年（平成23年）に創立100周年を迎えた。
学部
- 幼小学部
- 中学部
- 高等部
  - 普通科
  - 普通科重複学級
  - 保健理療科
  - 専攻科保健理療科
  - 専攻科理療科

## 沿革
本校公式HP「学校沿革」による。
- 1911年（明治44年）
  - 9月15日 - 「私立熊本盲唖技芸学校」の設立が認可される。
  - 11月20日 - 熊本市坪井町158番地に開校。生徒数は盲が27名、聾が8名の計35名。
- 1912年（明治45年）1月 - 坪井町67番地に移転。
- 1914年（大正3年）4月 - 肥後盲唖保護会が発足。
- 1915年（大正4年）10月29日 - 熊本市京町二丁目に新校舎が完成。
- 1919年（大正8年）
  - 9月4日 - 「熊本盲唖学校」に改称。
  - 1月10日 - 鍼灸あん摩マッサージの指定が認可される。
- 1923年（大正12年）8月 - 予科・本科・専修科が設置される。
- 1924年（大正13年）
  - 4月1日 - 盲学校及聾唖学校令が施行される。初等部（修業年限6年）・中等部（4年）・別科（2年）を設置。
  - 4月15日 - 口話法を採用。
- 1926年（大正15年）4月1日 - 県立移管により「熊本県立盲唖学校」と改称。
- 1929年（昭和4年）
  - 10月14日 - 熊本市出水町今937番地に移転。
  - 11月20日 - 校歌を制定。
- 1937年（昭和12年）5月31日 - ヘレン・ケラーが来校。
- 1941年（昭和16年）9月27日  - 火災により校舎本館と女子寮を焼失。
- 1943年（昭和18年）12月 - 出水町今952番地に盲部の新校舎が完成。
- 1947年（昭和22年）4月1日 - 盲学校及聾唖学校令が廃止され、学校教育法が施行される。
  - 盲聾分離により、「熊本県立盲学校」と「熊本県立聾学校」の2校に分離。
- 1948年（昭和23年）
  - 1月30日 - 火災により寄宿舎を焼失。
  - 4月1日 - 小学部（修業年限6年）・中学部（3年）・高等部（3年）を設置。小学部が義務化となる。
- 1950年（昭和25年）4月1日 - 高等部に別科（修業年限2年）と専攻料（2年）を設置。
- 1951年（昭和26年）3月31日 - 鍼灸師・あん摩師養成学校として認可される。
- 1970年（昭和50年）9月1日 - 現在地に新校舎が完成し移転を完了。
- 1973年（昭和48年）4月1日 - 高等部本科に普通科・保健理療科を設置。本科（旧課程3年）・別科の募集を停止。
- 1976年（昭和51年）4月1日 - 高等部専攻科に理療科を設置。専攻科（旧課程2年）の募集を停止。
- 1977年（昭和52年）3月 - プールが完成。
- 1987年（昭和62年）3月 - 武道場が完成。
- 1991年（平成3年）11月 - 創立80周年を記念して校歌を制定。
- 1992年（平成4年）4月1日 - 幼稚部を設置。
- 1993年（平成5年）3月31日 - 点字情報ネットワーク設置、中庭に芳香木植栽「香楽園」と命名。
- 1994年（平成6年）4月1日 - 文部省「心身障害児交流活動地域推進研究校」指定。
- 2001年（平成13年）4月1日 - 文部科学省「特殊教育研究協力校」（情報教育）指定。

## 通学区域
- 熊本県全域（熊本県立特別支援学校の通学区域に関する規則第2条）

## 交通
最寄りの鉄道駅
- 熊本市交通局（路面電車）健軍線 「健軍町停留場」

## 周辺
- 熊本県立熊本聾学校
- 熊本県立熊本はばたき高等支援学校
- 熊本県立第二高等学校
  - 以上3校は本校に隣接している。
- 熊本市立東町中学校
- 熊本市立東町小学校
- 熊本市立健軍東小学校
- 熊本市役所東区役所
- 熊本東警察署
- 花立郵便局

## 寄宿舎
2017年に本校の寄宿舎が閉鎖となり、2019年より熊本聾学校と「寄宿舎棟」を共有する。1階を本校、2階を熊本聾学校が使用する。

## 課外活動
- 総合運動部
- アンサンブル部 - 2001年に同好会として創設[3]、2003年に部に昇格。これまでに全国高等学校総合文化祭に過去5度出場（2002年、2015年、2019年、2023年、2024年）。全日本アンサンブルコンテスト全国大会で過去3度金賞受賞（2005年、2008年、2019年）。九州盲学校音楽大会グランプリ賞を過去7度受賞（2005年、2007年、2009年、2013年、2015年、2017年、2023年）[4]。くまもと県民文化賞受賞（2003年）[5]。